# (9162) Квиила
(9162) Квиила (лат. Kwiila) — околоземный астероид из группы аполлонов, который характеризуется крайне вытянутой орбитой, из-за чего, в процессе своего движения вокруг Солнца, он пересекает помимо земной орбиты ещё и орбиты двух соседних планет: Венеры и Марса. Астероид был открыт 29 июля 1987 года американским астрономом Джин Мюллер в Паломарской обсерватории и назван в честь Квиила, одного из героев индейских мифов народа луисеньо о сотворении мира.

Орбита астероида Квиила и его положение в Солнечной системе